# Janusz Kusociński
Janusz Tadeusz Kusociński, né le 15 janvier 1907 à Varsovie et mort fusillé le 21 juin 1940 lors du massacre de Palmiry, est un athlète polonais, spécialiste de fond et demi-fond.

## Biographie
Janusz Kusociński a passé son enfance à Ołtarzew, où son père, fonctionnaire des chemins de fer, avait une petite ferme.
À ses débuts, il jouait au football, dans plusieurs équipes amateurs, pour finalement intégrer le club "Sarmata".
Il a commencé à courir en 1926 (sur 800 m et 1 500 m).
Par une méthode de formation intensive, développée par son entraîneur letton, le décathlonien Aleksander Klumberg-Kolmpere, il obtient d'excellents résultats.
Il a représenté la Pologne aux Jeux olympiques d'été de 1932, à Los Angeles, ainsi qu'aux Championnats d'Europe d'athlétisme 1934, à Turin. 
Sa carrière sportive a été interrompue par la Seconde Guerre mondiale. Porté volontaire dans un régiment d'infanterie, il défendit la capitale, et notamment fort Czerniakow, le 25 septembre 1939, où il fut blessé. 
Pendant l'Occupation, il a travaillé comme serveur dans le bar "Le Coq", et fut membre d'une organisation résistante. Il fut arrêté par la Gestapo et emprisonné à la prison de Mokotów, puis avenue Szucha. 
Il a été tué, abattu dans la forêt près de la ville de Palmiry, dans le cadre du massacre de Palmiry, l'extermination de l'intelligentsia polonaise.
En sa mémoire, depuis 1954, est organisé le Mémorial Janusz-Kusociński, un meeting d'athlétisme.

## Palmarès

### Record du monde
- sur 3 000 m le 19 juin 1932 en 8 min 18,8 s
- sur 4 miles le 30 juin 1932 en 19 min 2,6 s (non officiel).

### Jeux olympiques
Aux jeux de 1932 :
- 10 000 m :  médaille d'or

### Championnats d’Europe
1934 Turin ( ITA ) 
- 5 000 m :  2e en 14 min 41,2 s
- 1 500 m : 5e

### Championnat de Pologne d'Athlétisme
- Il a battu 25 records nationaux sur différentes distances.
- Il fut champion de Pologne à plusieurs reprises :

 1 500 m en 1930 et 1931.
 5 000 m en 1928, 1930 et 1931. 
 10 000 m en 1939.
 800 m en 1932. 
 cross country en 1928, 1930 et 1931.

## Honneurs et distinctions
Janusz Kusociński est élu Sportif polonais de l'année en 1931.
Il fut décoré de la croix de bravoure le 28 septembre 1939.
Une stèle est située dans Kusocinskiego Dolsku en Grande-Pologne.
Tous les ans, à Varsovie, se tient le meeting d'athlétisme Janusz Kusocinski.